# Splendrillia larochei
Splendrillia larochei é uma espécie de gastrópode do gênero Splendrillia, pertencente a família Drilliidae.